# الشبيكة (طنطان)
الشبيكة هي قرية مغربية، تنتمي لإقليم طانطان بجهة كلميم واد نون جنوب المغرب، وتضم 324 نسمة حسب إحصاء سنة 2014. وتُعد الشبيكة منطقة سياحية 50 كلم جنوبي طانطان.

## السكان
حسب الإحصاء العام للسكان و السكنى لسنة 2014، يبلغ مجموع سكان الشبيكة 324 نسمة (94 أسرة) لتسجل انخفاضاً متتاليا مقارنة مع سنة 1994 (793 نسمة) وسنة 2004 (541 نسمة).

## الاقتصاد
يعتبر النشاط الرعوي النشاط الرئيسي لساكنة الشبيكة والمعتمد على شساعة المجال وتنوع الغطاء النباتي. فبالرغم من مجموعة من المؤهلات المتوفرة كباقي المجالات الترابية الصحراوية، وتنوع القطيع (الإبل والماعز والأغنام)، تعاني ساكنة الجماعة المعتمدة على هذا النشاط، من مجموعة من التحديات نذكر منها التقليص المستمر للمجال الرعوي، بسبب عدة عوامل من أهمها عملية التحفيظ التي تقوم بها الأملاك المخزنية بتراب الجماعة بدون تنسيق مع مصالح الجماعة، قلة التساقطات وعدم انتظامها، نقص الخدمات البيطرية، النقص المهول في الخدمات الاجتماعية المرتبطة أساسا بالسكن والتعليم والصحة.